# Кочар, Рачия Кочарович
Рачия Кочар (арм. Հրաչյա Քոչար; 2 февраля 1910, с. Кумлибуджах, Западная Армения — 3 мая 1965, Ереван) — армянский советский писатель, в годы войны — фронтовой корреспондент. Автор произведений на тему войны, наиболее известен его роман «Дети большого дома» (1952). Лауреат Государственной премии Армянской ССР за повесть «Наапет» (1967, посмертно).

## Биография
Родился в 1910 году в селе Кумлибуджах Алашкертского уезда Западной Армении (ныне — Турция), настоящая фамилия Габриелян.
Во время геноцида армян 1915 года его семья бежала в Восточную Армению, Эчмиадзинский уезд Российской ипмерии, мать погибла в пути, немногим позже лишился и отца — он сражался с турками в отряде Андраника и погиб в 1918 году, имя отца позже взял своим псевдонимом.
Работал пастухом, горняком на шахте Алаверди. После окончания хлопководческого техникума учился на рабфаке и в литературном университете при Союзе армянских писателей, поступил на филологический факультет Ереванского государственного университета.
С начала 1930-х годов, ещё будучи рабфаковецем, начал выступать в печати, в 1934 году вышло его первое крупное произведение повесть «Ваан Вардян».
С середины 1930-х годов на редакторской работе, в частности редактировал газету «Ря Таза». Член ВКП(б) с 1939 года. Член Союза писателей СССР.
Участник Великой Отечественной войны с июня 1941 года. Служил военным корреспондентом, в 1941—1943 годах дивизионной газеты «Ворошиловец» 51-й гв. стрелоковой дивизии, затем газеты 51-й армии, газеты «Суворовец» Ленинградского фронта. Автор многих фронтовых заметок и публикаций, рассказ «Сестра генерала» был напечатан в 1945 году в газете «Правда».
Войну окончил в звании гвардии капитана, награжден медалями «За оборону Сталинграда» (1942), «За боевые заслуги» (1943), «За победу над Германией» (1945), орденом «Красной Звезды» (1945).
После войны продолжил творческую и общественную работу: в 1946—1951 годах был секретарём Союза армянских писателей, с 1954 года член ЦК Коммунистической партии Армении.
Участник первого учредительного съезда Союза писателей РСФСР в декабре 1958 года.
Умер в 1965 году в Ереване.
В 1967 году посмертно удостоен Государственной премии Армянской ССР, за повесть «Наапет».

## Память
В честь писателя названа улица в Ереване — ул. Грачья Кочара.

## Творчество
Печататься начал в 1930 году.
Автор сатирической повести «Путешествие Огсена Васпура» (1937).
Очерки и рассказы периода Великой Отечественной войны вошли в сборники «Рождение героев» (1942), «Накануне» (1943), «Священный обет» (1946).
Публицистика и критические статьи вошли в сборнике «Литература и жизнь» (1949).
В романе «Дети большого дома» (1952) нашли отражение события войны. «Фронтовые дневники» (1941—1943) вышли не полностью и уже после смерти писателя.
За повесть «Наапет» удостоен в 1967 году Государственной премии Армянской ССР, посмертно.
Сборник повестей и рассказов «Белая книга» (1965) повествует о трагедии армянского народа в период геноцида 1915 года.

### Экранизации
- 1960 — Северная радуга (по одноимённой киноповести)
- 1977 — Наапет (по одноимённой повести)
- 1990 — Тоска (по одноимённой повести)